# Bảng chữ cái Kirin Duy Ngô Nhĩ
Bảng chữ cái Uyghur Cyrill (chữ Uyghur Latin: Uyghur Kiril Yëziqi hay UKY, cyr. Уйғур Кирил Йезиқи) là bảng chữ cái tạo từ Bảng chữ cái Cyrill dùng để viết tiếng Uyghur cho người Uyghur sinh sống tại Kazakhstan và các quốc gia thuộc Cộng đồng các quốc gia độc lập hay Liên Xô cũ.
Bảng chữ do Liên bang Xô viết đưa ra năm 1937 nhằm thay thế cho bảng chữ cái Uyghur Latinh UKY được đưa ra 11 năm trước đó, tức vào năm 1926, do có những lo ngại rằng Latinh hóa chữ của ngôn ngữ Uyghur sẽ tăng cường mối quan hệ giữa người Uyghur đến Thổ Nhĩ Kỳ, vốn đã chuyển sang bảng chữ cái dựa trên tiếng Latin vào năm 1927-1928.
Sau tuyên bố của Cộng hòa Nhân dân Trung Hoa vào năm 1949, các nhà ngôn ngữ học Nga đã bắt đầu giúp người Trung Quốc mã hóa các ngôn ngữ thiểu số khác nhau ở Trung Quốc và quảng bá các bảng chữ cái có nguồn gốc Cyrill, và từ đó người Uyghur ở Trung Quốc cũng đã sử dụng Uyghur Kiril Yëziqi.
Khi căng thẳng giữa Liên Xô và Trung Quốc ngày càng gia tăng, tại Trung Quốc đã bãi bỏ Uyghur Kiril Yëziqi. Năm 1959, Uyghur Yëngi Yëziqi được phát minh đã trở thành bảng chữ cái mới được sử dụng trong tiếng Uyghur ở Trung Quốc. Về sau Trung Quốc khôi phục chữ viết Ả Rập để viết chữ Uyghur cho đến bây giờ. Uyghur Kiril Yëziqi tiếp tục được sử dụng ở Liên Xô cũ, và ngày nay được sử dụng ở Kazakhstan và các nước Cộng đồng các quốc gia độc lập cũ.

## Bảng chữ
| Chữ hoa    | А   | Ә   | Б | В   | Г | Ғ   | Д | Е | Ж | Җ  | З | И   | Й | К | Қ | Л | М | Н | Ң | О   | Ө | П | Р   | С | Т | У   | Ү   | Ф   | Х   | Һ   | Ч  | Ш | Ю  | Я  |
| ---------- | --- | --- | - | --- | - | --- | - | - | - | -- | - | --- | - | - | - | - | - | - | - | --- | - | - | --- | - | - | --- | --- | --- | --- | --- | -- | - | -- | -- |
| Chữ thường | a   | ə   | б | в   | г | ғ   | д | е | ж | җ  | з | и   | й | к | қ | л | м | н | ң | о   | ө | п | р   | с | т | у   | ү   | ф   | х   | һ   | ч  | ш | ю  | я  |
| IPA        | ɑ,a | ɛ,æ | b | w,v | g | ʁ,ɣ | d | e | ʒ | dʒ | z | i,ɨ | j | k | q | l | m | n | ŋ | o,ɔ | ø | p | r,ɾ | s | t | u,ʊ | y,ʏ | f,ɸ | χ,x | h,ɦ | tʃ | ʃ | ju | ja |